# Uropelma formosum
Uropelma formosum är en stekelart som beskrevs av Sharkov 1988. Uropelma formosum ingår i släktet Uropelma och familjen hoppglanssteklar.
Artens utbredningsområde är Kuba. Inga underarter finns listade i Catalogue of Life.